# Cellypha
Cellypha là một chi nấm thuộc họ Tricholomataceae. Chi này phân bố rộng khắp và có 10 loài.